# Vija Celmins

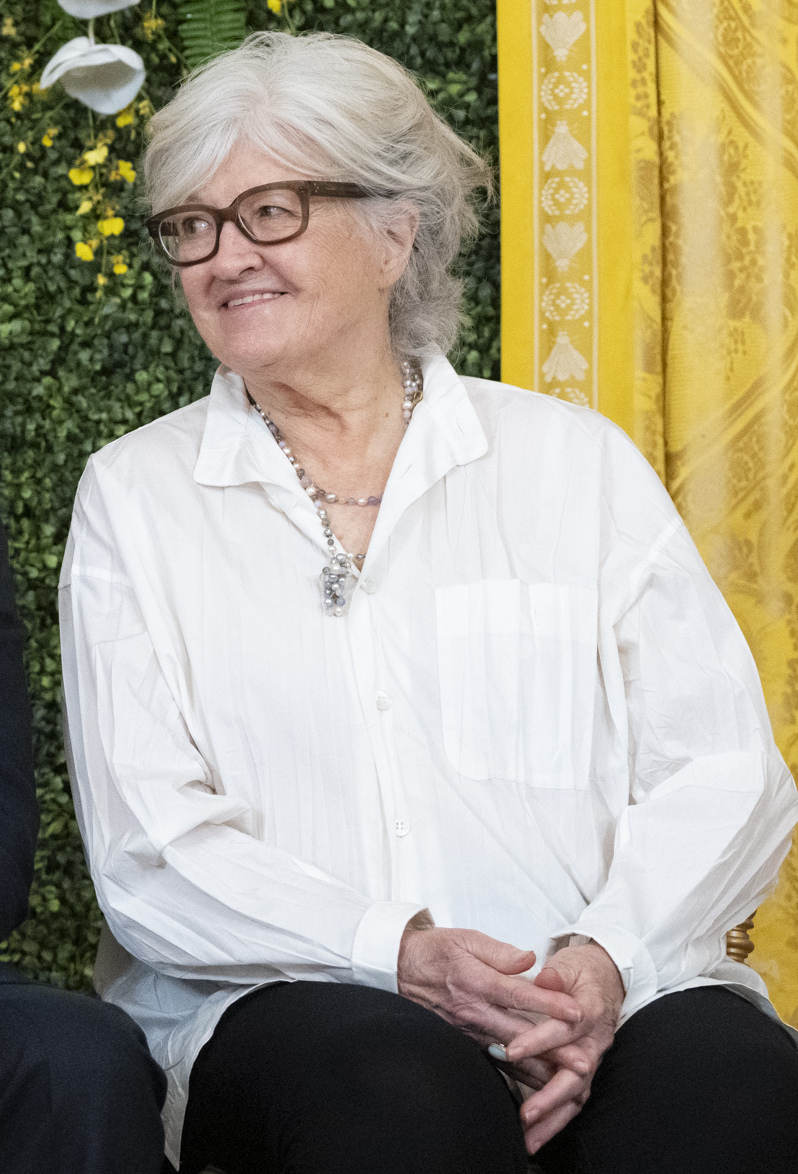
Vija Celmins, 2023

Vija Celmins (lettisch Vija Celmiņa; * 25. Oktober 1938 in Riga, Lettland) ist eine US-amerikanische Zeichnerin, Malerin und Grafikerin lettischer Abstammung.

## Leben und Werk
Celmins Familie floh 1944 vor den Truppen der Roten Armee nach Deutschland. Dort lebten sie in einem Flüchtlingslager in Esslingen am Neckar, wo Vija auch die Schule besuchte. 1949 zog die Familie nach Indianapolis in den Vereinigten Staaten. Sie studierte Kunst an der Herron School of Art and Design der Indiana University (BFA 1962) in Indianapolis. Von 1962 bis 1980 lebte sie in Venice, Kalifornien. Sie bezog 1964 ein großzügiges Atelier am Pazifik und begann, das Meer zu fotografieren; Fotos, die ihr als Vorlagen für zahlreiche Zeichnungen und Bilder dienten. Im gleichen Jahr entstand ihr realistisches Gemälde Gun with hand (Öl auf Leinwand). 1965 machte sie an der University of California, Los Angeles ihren Master (MFA). Heute lebt sie größtenteils in New York City.
Celmins gilt neben Audrey Flack als bedeutendstes weibliches Mitglied der hyperrealistischen Strömung und als eine der wichtigsten lebenden nordamerikanischen Künstlerinnen überhaupt. Im Gegensatz zu jener Kollegin ist ihre Farbpalette so gut wie ausschließlich schwarz-grau-weiß, worin sie es im Laufe der Jahrzehnte zur höchsten Meisterschaft im Bereich der Nuancen von Licht und Schatten gebracht hat. Auch werden ihre Werke durch eine gewisse baltische Wehmut, sogar Tragik geprägt. In ihrer Nostalgie und ihrem Bewusstsein des Exils ist Vija Celmins gewissermaßen „die“ Jonas Mekas ihres Fachs.
2010 wurde Celmins mit dem Roswitha Haftmann-Preis ausgezeichnet. 1997 war sie MacArthur Fellow.

## Ausstellungen und Auszeichnungen
- 1961 Fellowship der Yale University
- 1968 Cassandra Foundation Award
- 1971 und 1976 Artist’s Fellowship der National Endowment for the Arts
- 1973 Whitney Museum of American Art, New York
- 1980 Guggenheim Fellowship
- 1992 Institute of Contemporary Art, Philadelphia
- 1994 Institute of Contemporary Art, London
- 1996 Mitglied der American Academy of Arts and Letters[2]
- 1997 Vija Celmins Retrospektive im Museum für Moderne Kunst, Frankfurt am Main
- 1998 Mitglied der American Academy of Arts and Sciences
- 2002 Metropolitan Museum of Art, New York; Museum für Moderne Kunst, Frankfurt am Main
- 2004 Wahl zum Mitglied (NA) der National Academy of Design, New York[3]
- 2006 Los Angeles County Museum of Art; Centre Pompidou, Paris
- 2009 Roswitha Haftmann Prize
- 2011 Vija Celmins: Wüste, Meer und Sterne, Museum Ludwig, Köln
- 2015/2016 Secession, Wien
- 2017 documenta 14, Kassel
- 2019 Vija Celmins: To Fix the Image in Memory (Retrospektive), Met Breuer, New York[4]
- 2023 Vija Celmins / Gerhard Richter: Double vision, Hamburger Kunsthalle[5]
- 2023: Praemium Imperiale[6]
- 2025: Vija Celmins, Fondation Beyeler, Basel